# Tenerife (Magdalena)
Tenerife é um município da Colômbia, localizado no departamento de Magdalena.